# Kava (biljni rod)
Kava (lat. Coffea), biljni rod iz porodice broćevki s preko 130 vrsta (134) korisnih grmova. Među najpoznatijim vrstama je C. arabica. Kava je najpoznatiji napitak koji se dobiva od ovih biljaka.
Rod je opisan u Species Plantarum 1: 172. 1753. Porodica Coffeaceae (s tipičnim rodom Coffea)  Batsch, danas se vodi kao sinonim za Rubiaceae

## Opći opis
Rod Coffea ima oko 125 vrsta cvjetnica iz obitelji Rubiaceae, uglavnom porijeklom iz tropske Afrike. Dvije su vrste od velike ekonomske važnosti kao izvor kave.

## Fizički opis
Članovi roda Coffea su zimzeleni grmovi ili malo drveće i često nastanjuju podzemlje tropskih šuma. Eliptični voštani listovi leže nasuprotno duž stabljike i često imaju istaknute žile. Mnoge vrste imaju karakterističnu naviku rasta u kojoj se uspravna debla granaju vodoravno i zatim mogu ponoviti obrazac na sekundarnim i tercijarnim granama. Mali mirisni bijeli ili ružičasti cvjetovi često se otvaraju nakon sušnog razdoblja i mogu trajati samo nekoliko dana. Plod je koštunica s jednom ili dvije sjemenke i može biti crvena, ljubičasta, žuta, narančasta, plava ili crna kada sazrije, ovisno o vrsti. "Zrna kave" su zaobljene duguljaste sjemenke, svaka s ravnom stranom označenom uzdužnim utorom.

## Biljke kave
Dva člana roda, Coffea arabica i C. canephora, opskrbljuju gotovo svu svjetsku potrošnju kave. Arabica proizvodi plosnatije i izduženije zrno koje se, kada se skuha, smatra blažim, ukusnijim i aromatičnijim od Robuste, glavne sorte C. canephora. Arabica je raširenija u uzgoju od Robuste, ali je osjetljivija na štetočine, zahtijevajući hladnu suptropsku klimu; mora rasti na višim nadmorskim visinama od 600-2000 metara (2000-6500 stopa) i zahtijeva puno vlage i ima prilično specifične zahtjeve za sjenom. Latinska Amerika, istočna Afrika, Azija i Arabija vodeći su proizvođači Arabica kave.
Okruglo, konveksnije zrno Robusta, kao što mu ime kaže, je otpornije i može rasti na nižim nadmorskim visinama (od razine mora do 600 metara. Robusta kava je jeftinija za proizvodnju, ima dvostruko više kofeina od Arabice i obično je zrno izbor za jeftine komercijalne marke kave. Zapadna i Središnja Afrika, Jugoistočna Azija i Brazil glavni su proizvođači Robusta kave.
Druge dvije vrste imaju ograničenu komercijalnu važnost kao izvor kave. Ponekad se smatra ukusnijom od robuste, C. liberica s velikim sjemenkama ograničena je u uzgoju jer je vrlo osjetljiva na biljne bolesti kao što su fusarium i hrđa kave. Još jedna biljka, C. eugenoides, uzgaja se u vrlo malom opsegu za specijalitet "divlje" kave s niskim udjelom kofeina.

## Vrste
1. Coffea abbayesii J.-F.Leroy
2. Coffea affinis De Wild.
3. Coffea alleizettii Dubard
4. Coffea ambanjensis J.-F.Leroy
5. Coffea ambongensis J.-F.Leroy ex A.P.Davis & Rakotonas.
6. Coffea andrambovatensis J.-F.Leroy
7. Coffea ankaranensis J.-F.Leroy ex A.P.Davis & Rakotonas.
8. Coffea anthonyi Stoff. & F.Anthony
9. Coffea arabica L.
10. Coffea arenesiana J.-F.Leroy
11. Coffea augagneurii Dubard
12. Coffea bakossii Cheek & Bridson
13. Coffea benghalensis Roxb.
14. Coffea bertrandii A.Chev.
15. Coffea betamponensis Portères & J.-F.Leroy
16. Coffea bissetiae A.P.Davis & Rakotonas.
17. Coffea boinensis A.P.Davis & Rakotonas.
18. Coffea boiviniana (Baill.) A.Chev.
19. Coffea bonnieri Dubard
20. Coffea brassii (J.-F.Leroy) A.P.Davis
21. Coffea brevipes Hiern
22. Coffea bridsoniae A.P.Davis & Mvungi
23. Coffea buxifolia A.Chev.
24. Coffea callmanderi A.P.Davis & Rakotonas.
25. Coffea canephora Pierre ex A.Froehner
26. Coffea carrissoi A.Chev.
27. Coffea charrieriana Stoff. & F.Anthony
28. Coffea cochinchinensis Pierre ex Pit.
29. Coffea commersoniana (Baill.) A.Chev.
30. Coffea congensis A.Froehner
31. Coffea costatifructa Bridson
32. Coffea coursiana J.-F.Leroy
33. Coffea dactylifera Robbr. & Stoff.
34. Coffea darainensis A.P.Davis & Rakotonas.
35. Coffea decaryana J.-F.Leroy
36. Coffea dubardii Jum.
37. Coffea ebracteolata (Hiern) Brenan
38. Coffea elongata Korth.
39. Coffea eugenioides S.Moore
40. Coffea fadenii Bridson
41. Coffea farafanganensis J.-F.Leroy
42. Coffea floresiana Boerl.
43. Coffea fotsoana Stoff. & Sonké
44. Coffea fragilis J.-F.Leroy
45. Coffea fragrans Wall. ex Hook.f.
46. Coffea gallienii Dubard
47. Coffea grevei Drake ex A.Chev.
48. Coffea heimii J.-F.Leroy
49. Coffea heterocalyx Stoff.
50. Coffea homollei J.-F.Leroy
51. Coffea horsfieldiana Miq.
52. Coffea humbertii J.-F.Leroy
53. Coffea humblotiana Baill.
54. Coffea humilis A.Chev.
55. Coffea jumellei J.-F.Leroy
56. Coffea kalobinonensis A.P.Davis & Rakotonas.
57. Coffea kapakata (A.Chev.) Bridson
58. Coffea kianjavatensis J.-F.Leroy
59. Coffea kihansiensis A.P.Davis & Mvungi
60. Coffea kimbozensis Bridson
61. Coffea kivuensis Lebrun
62. Coffea labatii A.P.Davis & Rakotonas.
63. Coffea lancifolia A.Chev.
64. Coffea lebruniana Germ. & Kesler
65. Coffea leonimontana Stoff.
66. Coffea leroyi A.P.Davis
67. Coffea liaudii J.-F.Leroy ex A.P.Davis
68. Coffea liberica W.Bull
69. Coffea ligustroides S.Moore
70. Coffea littoralis A.P.Davis & Rakotonas.
71. Coffea lulandoensis Bridson
72. Coffea mabesae (Elmer) J.-F.Leroy
73. Coffea macrocarpa A.Rich.
74. Coffea madurensis Teijsm. & Binn. ex Koord.
75. Coffea magnistipula Stoff. & Robbr.
76. Coffea malabarica (Sivar., Biju & P.Mathew) A.P.Davis
77. Coffea mangoroensis Portères
78. Coffea mannii (Hook.f.) A.P.Davis
79. Coffea manombensis A.P.Davis
80. Coffea mapiana Sonké, Nguembou & A.P.Davis
81. Coffea mauritiana Lam.
82. Coffea mayombensis A.Chev.
83. Coffea mcphersonii A.P.Davis & Rakotonas.
84. Coffea melanocarpa Welw. ex Hiern
85. Coffea microdubardii A.P.Davis & Rakotonas.
86. Coffea millotii J.-F.Leroy
87. Coffea minutiflora A.P.Davis & Rakotonas.
88. Coffea mogenetii Dubard
89. Coffea mongensis Bridson
90. Coffea montekupensis Stoff.
91. Coffea montis-sacri A.P.Davis
92. Coffea moratii J.-F.Leroy ex A.P.Davis & Rakotonas.
93. Coffea mufindiensis Hutch. ex Bridson
94. Coffea myrtifolia (A.Rich. ex DC.) J.-F.Leroy
95. Coffea namorokensis A.P.Davis & Rakotonas.
96. Coffea neobridsoniae A.P.Davis
97. Coffea neoleroyi A.P.Davis
98. Coffea perrieri Drake ex Jum. & H.E.P.Perrier
99. Coffea pervilleana (Baill.) Drake
100. Coffea pocsii Bridson
101. Coffea pseudozanguebariae Bridson
102. Coffea pterocarpa A.P.Davis & Rakotonas.
103. Coffea pustulata A.P.Davis & Rakotonas.
104. Coffea racemosa Lour.
105. Coffea rakotonasoloi A.P.Davis
106. Coffea ratsimamangae J.-F.Leroy ex A.P.Davis & Rakotonas.
107. Coffea resinosa (Hook.f.) Radlk.
108. Coffea rhamnifolia (Chiov.) Bridson
109. Coffea richardii J.-F.Leroy
110. Coffea rizetiana Stoff. & Noirot
111. Coffea rupicola A.P.Davis & Rakotonas.
112. Coffea sahafaryensis J.-F.Leroy
113. Coffea sakarahae J.-F.Leroy
114. Coffea salvatrix Swynn. & Philipson
115. Coffea sambavensis J.-F.Leroy ex A.P.Davis & Rakotonas.
116. Coffea sapinii (De Wild.) A.P.Davis
117. Coffea schliebenii Bridson
118. Coffea semsei (Bridson) A.P.Davis
119. Coffea sessiliflora Bridson
120. Coffea stenophylla G.Don
121. Coffea togoensis A.Chev.
122. Coffea toshii A.P.Davis & Rakotonas.
123. Coffea travancorensis Wight & Arn.
124. Coffea tricalysioides J.-F.Leroy
125. Coffea tsirananae J.-F.Leroy
126. Coffea uniflora K.Schum.
127. Coffea vatovavyensis J.-F.Leroy
128. Coffea vavateninensis J.-F.Leroy
129. Coffea vianneyi J.-F.Leroy
130. Coffea vohemarensis A.P.Davis & Rakotonas.
131. Coffea wightiana Wall. ex Wight & Arn.
132. Coffea zanguebariae Lour.